# Pedrouzo
Pedrouzo (anche O Pedrouzo in galiziano), è una località della Spagna nord-occidentale, che si trova comunità autonoma della Galizia.
Si trova nel territorio comunale (in galiziano Concello) di O Pino, all'interno della frazione di Arca.
Il villaggio è attraversato dal Cammino di Santiago, a circa 20 km da Santiago di Compostela, classicamente l'ultima tappa prima del termine del cammino.